# Шутна (Кршко)
Шутна (словен. Šutna) — поселення в общині Кршко, Споднєпосавський регіон, Словенія. Висота над рівнем моря: 207,6 м.